# Nycteris thebaica
Nycteris thebaica је сисар из реда слепих мишева и породице Nycteridae.

## Распрострањење
Врста има станиште у Анголи, Бенину, Боцвани, Буркини Фасо, Бурундију, Гани, Гвинеји Бисао, ДР Конгу, Египту, Еритреји, Етиопији, Замбији, Зимбабвеу, Израелу, Јемену, Јордану, Јужноафричкој Републици, Камеруну, Кенији, Либији, Малавију, Малију, Мароку, Мозамбику, Намибији, Нигеру, Нигерији, Обали Слоноваче, Републици Конго, Руанди, Саудијској Арабији, Свазиленду, Сенегалу, Сијера Леонеу, Сомалији, Судану, Танзанији, Тогу, Уганди, Централноафричкој Републици, Чаду и Џибутију.

## Станиште
Врста Nycteris thebaica има станиште на копну.

## Угроженост
Ова врста није угрожена, и наведена је као последња брига јер има широко распрострањење.

### Популациони тренд
Популациони тренд је за ову врсту непознат.